# BBÖ VT 41
Der VT 41 der BBÖ war ein Triebwagen mit dieselelektrischem Antrieb. Es handelte sich um die ersten sich im täglichen Betrieb bewährenden Dieseltriebwagen in Österreich. Bei den ÖBB erhielt die Type die Reihenbezeichnung 5041.

## Geschichte und Einsatz
Die Österreichischen Bundesbahnen (BBÖ) erprobten bereits in den 1920er-Jahren Motortriebwagen. Zahlreiche technische Probleme dieser Fahrzeuge standen einer breiten Einführung aber noch entgegen. Während mit der elektrischen Kraftübertragung schon in den 1920er-Jahren ein brauchbares System zur Verfügung stand, fehlte vorerst noch ein tauglicher Dieselmotor. Der Übergang zum eisenbahntauglichen, für damalige Verhältnisse schnell laufenden Dieselmotor fand bei den 1932 bestellten und 1933 ausgelieferten Reihen VT 70 (Gepäcktriebwagen) und VT 41 (Personentriebwagen) statt.
Die Auslieferung der Fahrzeuge erfolgte nach Wien, zwei Exemplare wurden nach Bregenz für den Einsatz zwischen Bregenz – Lindau abgeben. Die VT 41 kamen anfangs nicht nur im Personenzugdienst, sondern infolge von Problemen mit den Austro-Daimler-Leichtbautriebwagen der Reihen VT 62 und 63 auch im Eil- und Schnellverkehr zum Einsatz. Zu den herausragenden Leistungen der ersten Einsatzzeit gelten die auf der Südbahn zwischen Wien und Villach gefahrenen Triebwagenschnellzüge (tägliche Laufleistung ca. 800 Kilometer). Nach diesem Intermezzo im Schnellverkehr, wo die Fahrzeuge bald von den stärkeren VT 42 abgelöst wurden, kamen sie in ihrem ursprünglich zugedachten Einsatzgebiet im Nahverkehr auf diversen Nebenstrecken, wie beispielsweise der Almtalbahn zum Einsatz. Daneben gab es einzelne Einsätze als Triebwageneilzüge auf schwächer frequentierten Hauptstrecken wie u. a. der Nordbahn. Nach dem Zweiten Weltkrieg verlagerte sich das Einsatzgebiet der Fahrzeuge in den Osten Österreichs, sie fuhren nun von Wien ausgehend auf der Franz Josefs-Bahn, der Nordwestbahn, der Pottendorfer Linie sowie der Aspangbahn. Bei hart an der Belastungsgrenze der Fahrzeuge gefahrenen Einsätzen, speziell mit Anhängern, zeigte sich jedoch die geringe Leistungsfähigkeit der VT 41. Nach und nach wurden die ab 1953 als 5041 bezeichneten Fahrzeuge daher in untergeordnete Dienste auf Lokalbahnen verdrängt, sie befuhren nun vor allem Strecken im Weinviertel und um Wien. Zu den letzten Einsatzgebieten zählten die von der Zugförderung Wien Nord aus bedienten Lokalbahnen Siebenbrunn-Leopoldsdorf–Engelhartstetten, Drösing–Zistersdorf sowie Enzersdorf–Poysdorf–Dobersmannsdorf.
1976/77 erfolgte schließlich die Kassierung der verbliebenen Fahrzeuge aufgrund deren zunehmender Altersschwäche. Als letztes Fahrzeug seiner Type verkehrte der heutige Museumstriebwagen 5043.03 am 25. Juni 1977 planmäßig von Bernhardsthal nach Hohenau auf der Nordbahn.

## Einsatz in der Ukraine
Der vormalige BBÖ VT 41.02 wurde 1938 von der Deutschen Reichsbahn als DR C4ivT 881 übernommen und 1944 an die Ostbahn des sogenannten Generalgouvernements abgetreten. Nach dem Krieg verblieb das Fahrzeug in der Sowjetunion und wurde ab ca. 1980 mit der Bezeichnung ЮЗ M-1 Петро Кривоніс (Petro Krivonitsch) als Bereisungsfahrzeug für die Direktion der Südwestlichen Eisenbahn in der Ukraine herangezogen. Um 1990 wurde das Fahrzeug als dem Bestand gestrichen und wahrscheinlich verschrottet.

## Technik

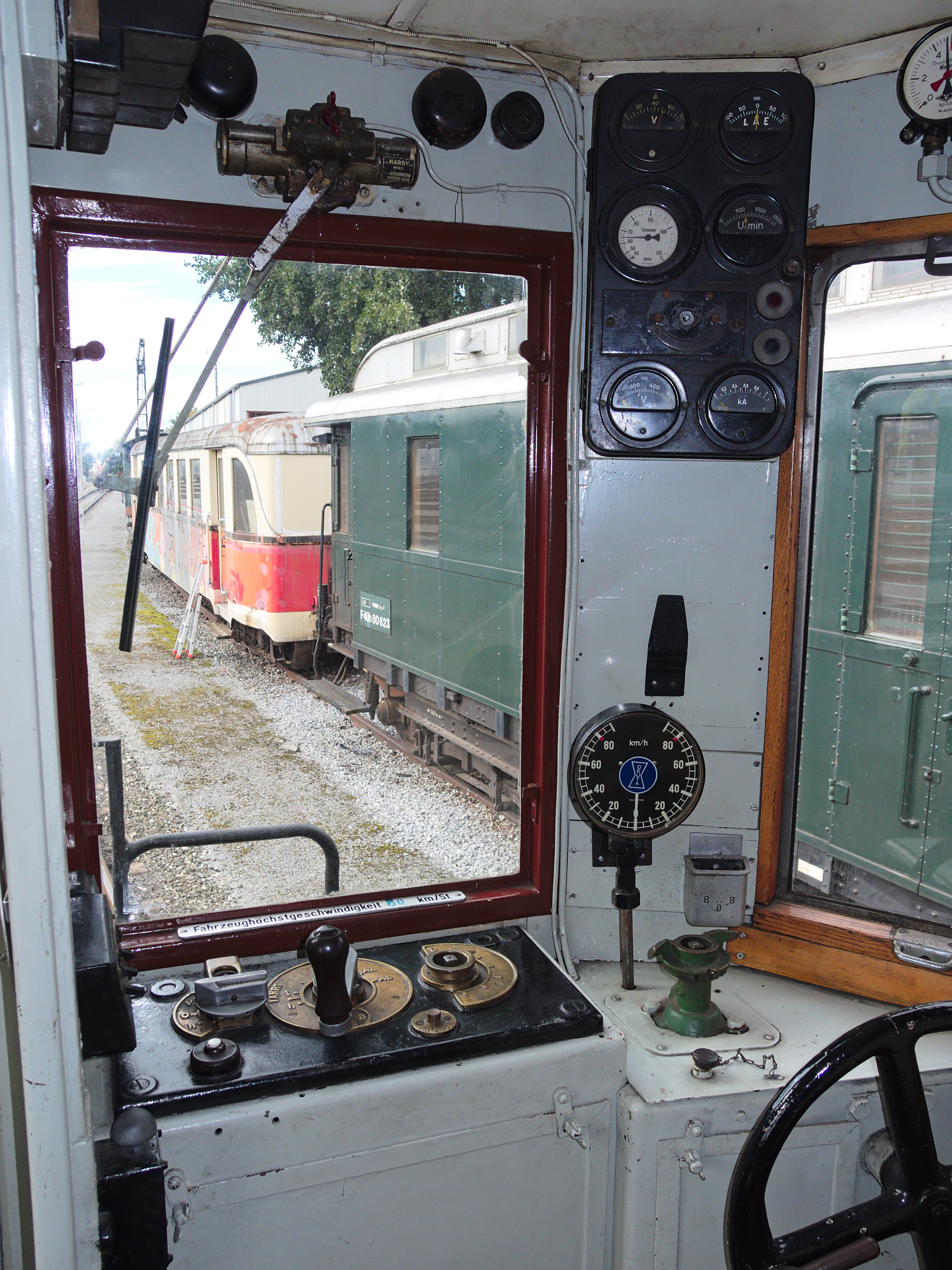
Der Führerstand des 5041

Die von der Maschinen und Waggonbaufabrik in Simmering gebauten Personentriebwagen der Reihe VT 41 bekamen einen Viertaktmotor vom Typ W8 mit acht Zylindern in V-Anordnung. Die Zylinderbohrung betrug 140 mm, der Hub 180 mm, der Hubraum somit 22,17 l. Bei 1300/min leistete er 160 PS (118 kW). Die im Zylinderkopf angeordnete Brennstoffdüse Bauart Bosch spritzte den Treibstoff in eine herzförmige Mulde des Kolbens (direkte Einspritzung). Die beiden Brennstoffpumpen hatten Spritzversteller, wodurch der Beginn der Brennstoffeinspritzung und damit die Brennstoffmenge bestimmt werden konnten.
Beim VT 41 lastete das Gewicht des Dieselmotors samt Generator auf einem Drehgestell, sodass dort die Radsatzlast fast 10 t erreichte. Man war dadurch gezwungen, die elektrischen Fahrmotore im anderen Drehgestell unterzubringen.
Auch der Wasserkühler stellte einen entscheidenden Entwicklungsschritt gegenüber den Dachkühlern der Benzintriebwagen dar. Er befand sich auf dem der Wagenmitte zugekehrten Ende des Maschinendrehgestells, wobei das Kühlwasser von einer Zentrifugalpumpe den Kühlmänteln der Zylinder zugeführt wurde. Die Rückkühlung des Wassers erfolgte in zwei zwangsbelüfteten Kühlelementen, wobei die Kühlluft mittels eines von der Generatorwelle angetriebenen Ventilators angesaugt und in Längsrichtung ausgeblasen wurde. Zur Beheizung des Wagens leitete man das vom Motor kommende Kühlwasser durch Heizschlangen im Wageninneren. Zusätzlich war eine mit einer Spannung von 200 V betriebene elektrische Zusatzheizung vorhanden.
Die elektrische Ausrüstung stammte vom Konsortium ABES, bestehend aus der AEG-Union, Brown-Boveri, ELIN und Siemens-Schuckert. Der Dieselmotor trieb einen eigenbelüfteten Hauptgenerator mit einer Dauerleistung von 106 kW sowie einen mit dem Hauptgenerator in einem Gehäuse untergebrachten Hilfsgenerator mit einer Leistung von 3,6 kW. Der Hauptgenerator lieferte den Strom für die beiden parallel geschalteten, eigenbelüfteten Tatzlagermotore vom Typ USLW 523 (Dauerleistung je 45 kW). Motoren dieser Type waren auch in den Wiener Straßenbahnen Typ M eingebaut. Der Fahrschalter steuerte über Servomotor-angetriebene Schaltschlitten und Schütze stufenlos sowohl die Drehzahl des Dieselmotors als auch die Erregung des Hauptgenerators. Der Hilfsgenerator, eine Nebenschlussmaschine mit zwei getrennten Feldwicklungen speiste die Batterie, die Wagenbeleuchtung und die Fremderregung des Hauptgenerators. Die Steuerung war weitestgehend identisch mit der des VT 70 und ähnelte der im Folgejahr herausgekommenen RZM-Steuerung.
Drehgestelle, Rahmen und Wagenkasten entsprachen den zeitgenössischen Standards im Waggonbau. Der Verzicht auf jeden Leichtbau ermöglichte den – wie sich zeigte – sehr langen, erfolgreichen Einsatz. Der Wagenkasten war weitgehend stromlinienförmig ausgeführt. Lediglich die Einstiege beim Motordrehgestell bildeten größere Nischen, da die BBÖ verlangten, die Einstiege so weit nach innen zu versetzen, dass bei geöffneten Türen die Fahrzeugumgrenzungslinie nicht überschritten wird. Der Hauptrahmen war mit jedem Drehgestell mittels Drehzapfen und Drehpfanne verbunden, die auch die Zug- und Druckkräfte aufnahmen.
Im Fahrgastraum konnten 64, dem damaligen Standard in der 3. Klasse entsprechende Sitzplätze auf Holzlattensitzen in Anordnung 2 + 3 sowie ein WC untergebracht werden. Das Gesamtkonzept des VT 41 hat sich voll und ganz bewährt. Die konstruktiv vorgesehene Höchstgeschwindigkeit von 80 km/h konnte in der Ebene und in mäßigen Steigungen (bis etwa 5 ‰) erreicht werden. Einzig der Dieselmotor des VT 41 lief nicht problemfrei, man beherrschte damals die Direkteinspritzung noch nicht. Deshalb erfolgte in den Jahren 1952 bis 1959 ein Umbau der Motoren entsprechend den R 8-Motoren der VT 42. Die neue, als RW8 (oder „R8/W8“) bezeichnete Motortype arbeitet im Gegensatz zu den W8-Motoren nach dem Vorkammersystem.
Im Laufe seiner Einsatzzeit nahmen die ÖBB viele weitere Verbesserungen vor: So erhielten einige VT 41 um 1948 einen Unterflurofen zur Kühlwasservorwärmung. Ab 1959 wurden diese durch Webasto-Warmwassergeräte ersetzt (teilweise erfolgte gleichzeitig der Einbau von Webasto-Luftheizgeräten zur Beheizung des Fahrgastraums).

### Bilder

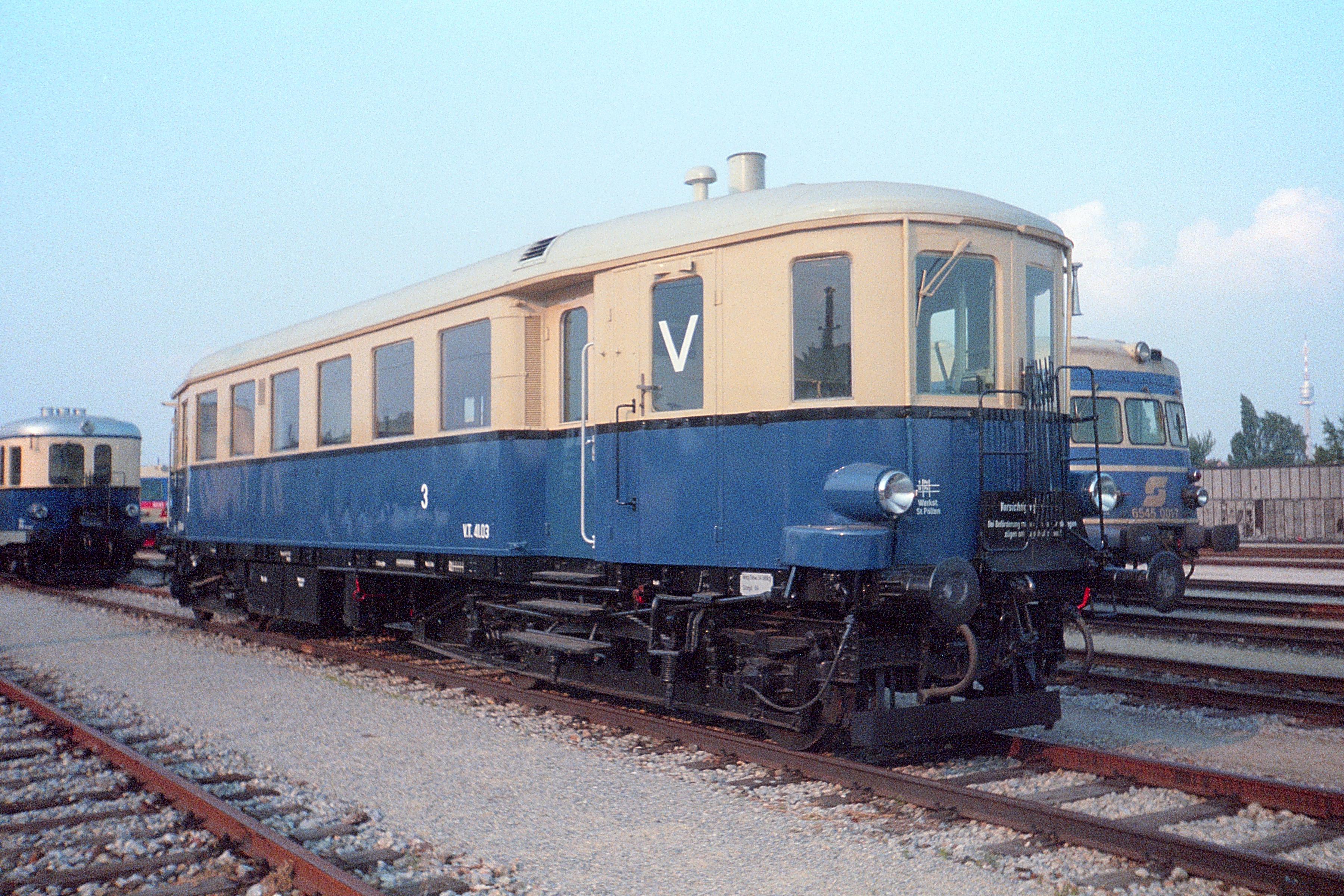
VT 41.03 (5041.03) auf der Fahrzeugschau „Großer Bahnhof für große Züge“ auf dem Wiener Nordbahnhofgelände, 1987
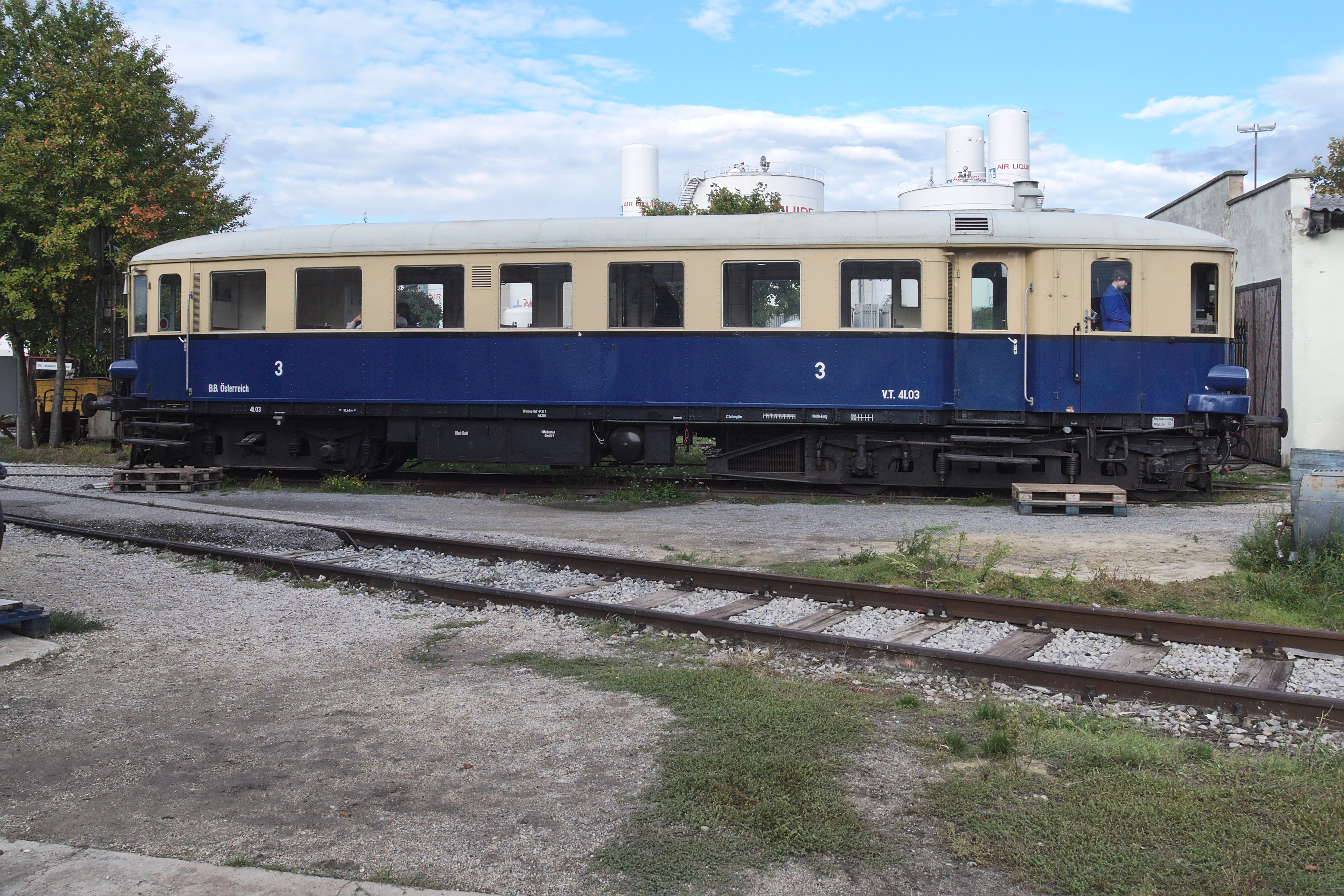
5041.03 anlässlich einer Buchpräsentation im Eisenbahnmuseum Schwechat in Betrieb gesetzt
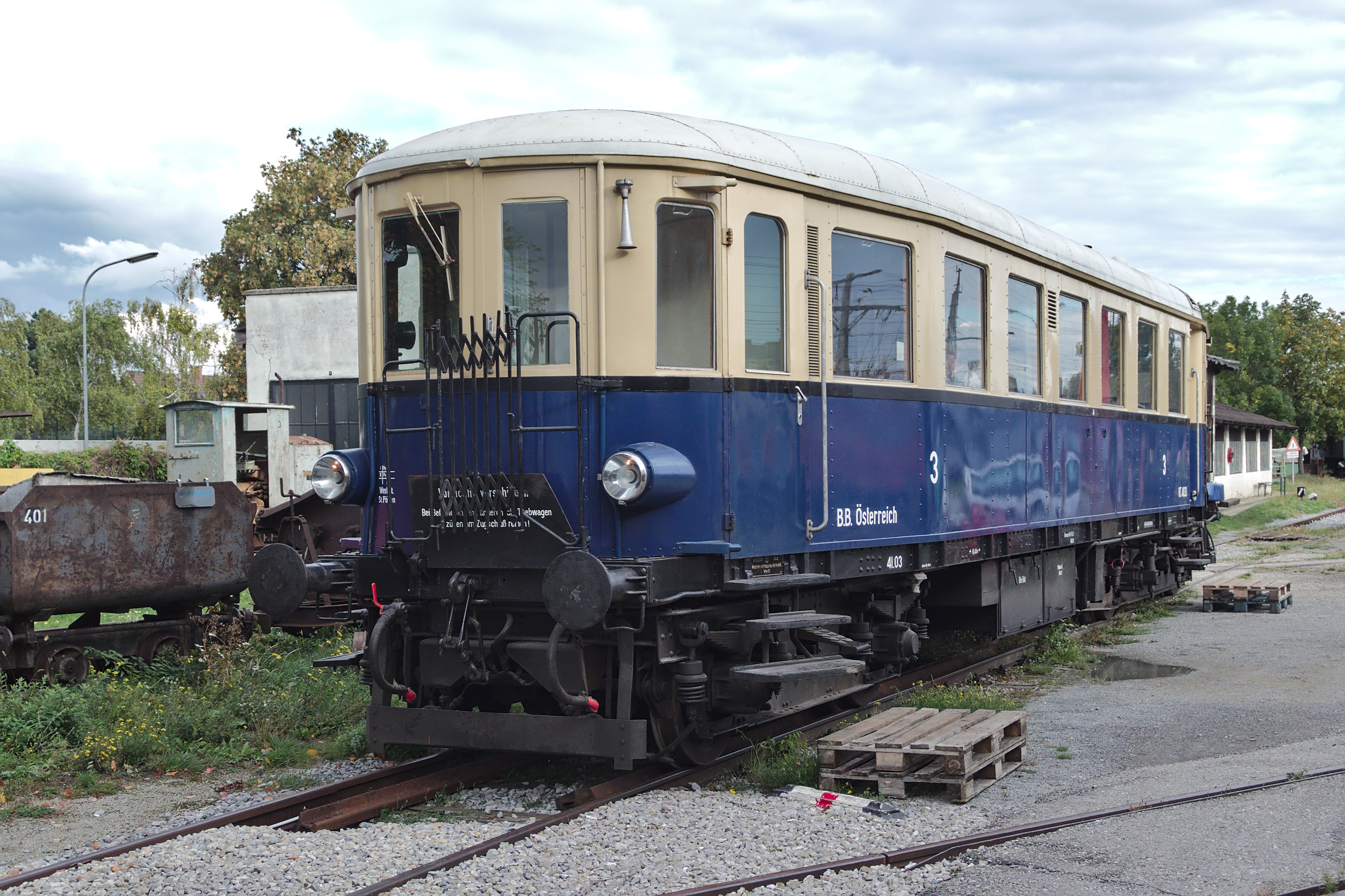
Im kleineren der beiden Drehgestelle sind die beiden Gleichstrommotoren untergebracht.
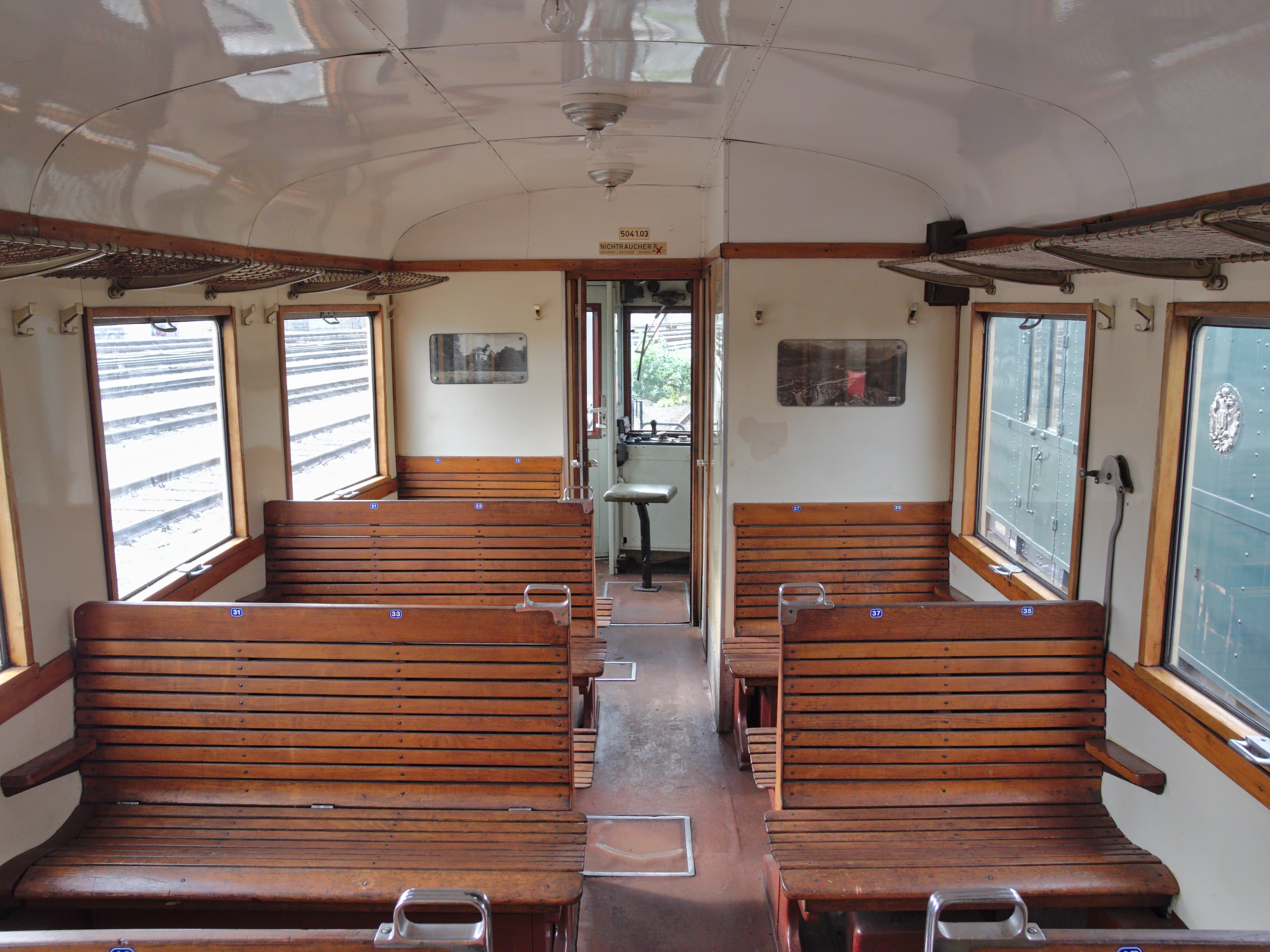
Fahrgastraum des 5041 mit typischer „Holzklasse“-Einrichtung

## Beiwagen
Mit den VT41 wurden von den Waggonfabriken Simmering und Graz insgesamt 10 zweiachsige Beiwagen geliefert, die als Cvt 120 bis 129 bezeichnet wurden. Nach dem Zweiten Weltkrieg waren nur noch drei Stück in Österreich vorhanden (ab 1953 als 7040 bezeichnet), sodass die Triebwagen fortan mit einer Vielzahl von Wagentypen als Beiwagen im Einsatz standen.